# Thomas Ryan Byrne

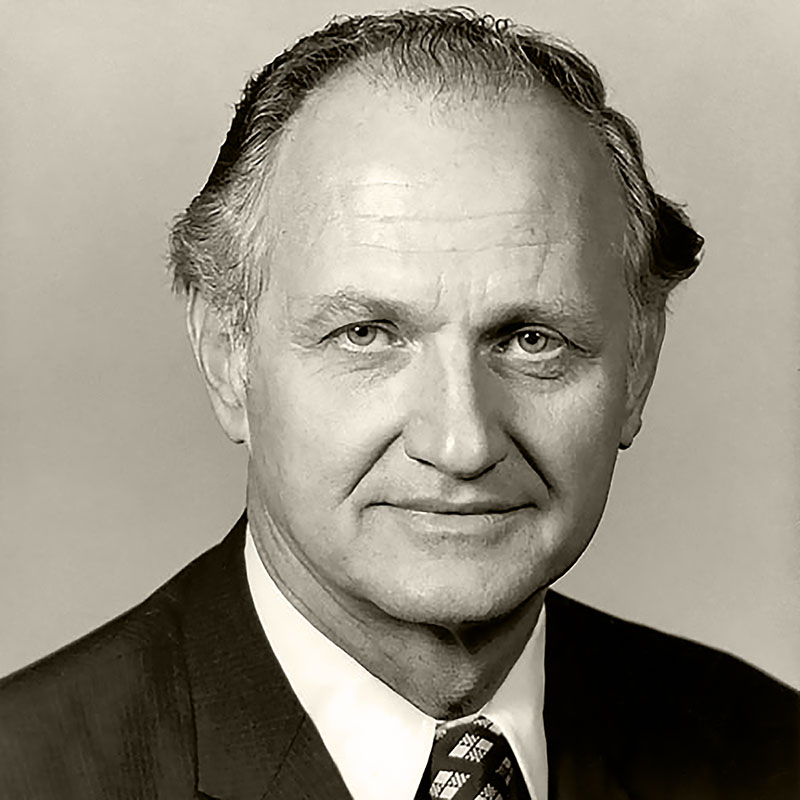
Thomas Ryan Byrne

Thomas Ryan Byrne (* 4. Februar 1923 in West Englewood, New Jersey; † 3. März 2014 in Bethesda, Maryland) war ein US-amerikanischer Diplomat, der unter anderem von 1973 bis 1976 Botschafter in Norwegen sowie zwischen 1976 und 1978 Botschafter in der Tschechoslowakei war.

## Leben
Thomas Ryan Byrne absolvierte nach dem Schulbesuch zunächst ein grundständiges Studium an der Loyola University Chicago, das er mit einem Bachelor (BA) beendete. Ein postgraduales Studium der Geschichte an der Loyola University Chicago beendete er mit einem Master of Arts (MA History) und war danach ein Jahr lang als Lehrer am Canisius College in Buffalo tätig. Er erwarb 1951 einen Doktor der Geschichtswissenschaften an Georgetown University mit einer Arbeit über die sozialen Gesetzgebungsinitiativen des New Yorker US-Senators Robert F. Wagner. Er schloss ein weiteres postgraduales Studium im Fach Wirtschaftswissenschaft an der Georgetown University mit einem Master of Arts ab und war ein Semester bis 1952 als Lehrer an der dortigen Graduate School tätig, wo der spätere Präsident der Gewerkschaft AFL-CIO (American Federation of Labor and Congress of Industrial Organizations), Lane Kirkland, zu seinen Studenten gehörte. Anschließend war er selbst für die AFL Vertreter bei Konferenzen der UNESCO und Direktor für Forschung und Bildung der Gewerkschaft der Glasbläser. 1954 wurde er Vertreter der AFL bei der Organisation für wirtschaftliche Zusammenarbeit und Entwicklung (OECD) in Paris und verblieb dort bis 1955. Im Anschluss wechselte er zum Democratic National Committee, der nationalen Vorstandsorganisation der Demokratischen Partei, und war dort Exekutivdirektor des Ausschusses für Arbeiterbewegungen. Als solcher gehörte er während des Wahlkampfes zu den Mitarbeitern von Adlai Stevenson, des demokratischen Präsidentschaftskandidaten 1956. Nach der verlorenen Wahl wechselte er zur Fernfahrergewerkschaft (International Brotherhood of Teamsters) und war dort Forschungsdirektor für den Ostteil der USA (Eastern Conference).
1959 wechselte Byrne ins US-Außenministerium und war im Rahmen eines Programms des US-Arbeitsministeriums zwischen 1959 und 1962 Attaché für Arbeitsangelegenheiten der Botschaft in Ghana. Nach der Aufnahme diplomatischer Beziehungen wurde er Ständiger Vertreter des Botschafters DCM (Deputy Chief of Mission) und Geschäftsträger (Chargé d’Affaires) an der Botschaft in Tansania und verblieb auf diesem Posten bis 1964, woraufhin er zwischen 1964 und 1969 Attaché für Arbeitsangelegenheiten der Botschaft im Vereinigten Königreich war. Nachdem er zwischen 1969 und 1970 ein Seminar für Diplomaten des höheren Dienstes (Senior Seminar) besucht hatte, war er zwischen Dezember 1971 und 1972 stellvertretender Sonderassistent im Büro von Außenminister William P. Rogers sowie im Büro des Leiters der Behörde für internationale Entwicklung USAID (US Agency for International Development), John A. Hannah.
Am 3. August 1973 wurde Thomas Ryan Byrne zum Botschafter in Norwegen ernannt und überreichte dort als Nachfolger von Philip K. Crowe am 4. Oktober 1973 seine Akkreditierung. Er verblieb auf diesem Posten bis zum 10. April 1976 und wurde daraufhin von dem ehemaligen NASA-Astronauten William Anders abgelöst. Er selbst wurde daraufhin am 1. Mai 1976 zum Botschafter in der Tschechoslowakei berufen, wo er am 23. Juni 1976 als Nachfolger von Albert W. Sherer das Beglaubigungsschreiben übergab. Er bekleidete dieses Amt bis zum 15. November 1978, woraufhin Francis J. Meehan seine dortige Nachfolge antrat. Nach seinem darauf folgenden Ausscheiden aus dem diplomatischen Dienst war er Mitbegründer eines international tätigen Beratungsunternehmens.